# Église Notre-Dame-de-l'Assomption de Vallorcine
L'église Notre-Dame-de-l'Assomption de Vallorcine est une église catholique française, située dans le département de la Haute-Savoie, dans la commune de Vallorcine.

## Historique
En 1264, le prieur de Chamonix fait installer des colons originaires du haut Valais à Vallorcine. L'église est construite en 1272,, au lieu-dit « Le Clos ». En 1288, on précise les droits seigneuriaux sur la paroisse. À cette même date, le prieur Richard de Villette fait reconstruire l'église, détruite, peut-être par une avalanche.
En 1594 l’église, mal protégée par la turne en bois, est endommagée par une avalanche. Par la suite, l'entourage de l'église semble avoir été déserté en raison des risques naturels, liés à la montagne qui la surplombe, la pointe de la Terrasse. Ce danger est à l'origine de l'orientation de l'église, qui n'est pas dressée sur un plan Est-Ouest, et la construction d'un mur épais pour la protéger en amont. Ainsi, une grande avalanche en 1720 a lieu aux alentours de minuit, ensevelissant le cimetière. L'édifice fut épargné. Cependant, en 1756, lors d'une reconstruction de l'édifice, on choisit une nouvelle orientation et la construction d'une turne.
Le lieu de l’emplacement de l’église pendant la reconstruction donna lieu à de nombreux débats et contestations, les habitants du Couteray et du Métan riverains toute l’année de la commune voulaient qu’elle soit construite au hameau du Nant, éloigné des avalanches et à égale distance du Métan et de Barberine, mais ceux de l’aval veulent la reconstruire à la même place, finalement la nouvelle église sera entourée d’une « turne » au-dessus d’Icelle (la tourne, turne en patois est une étrave, en forme de proue de navire, énorme rempart destiné à dévier les avalanches).
En 1843, une avalanche encore plus violente détruit le clocher, décoiffe l'église et endommage le presbytère. L'étrave protégeant l'église est renforcée.
Cette église frappe par l'originalité de sa situation entourée de l'énorme rempart en forme d'étrave (tourne) censé la protéger des avalanches. 

## Description
Sa façade est éclairée par trois fenêtres et le portail protégé par un large avant-toit.
Le clocher est refait en 1844.
La nef abrite les fonts baptismaux en mélèze de 1960 et des tableaux de Daniel Bricotte, élève de Bernard Buffet.
L'église a été entièrement restaurée en 2006. 
Depuis, l'intérieur s'est fortement dégradé et nécessiterait une nouvelle restauration à très court terme.

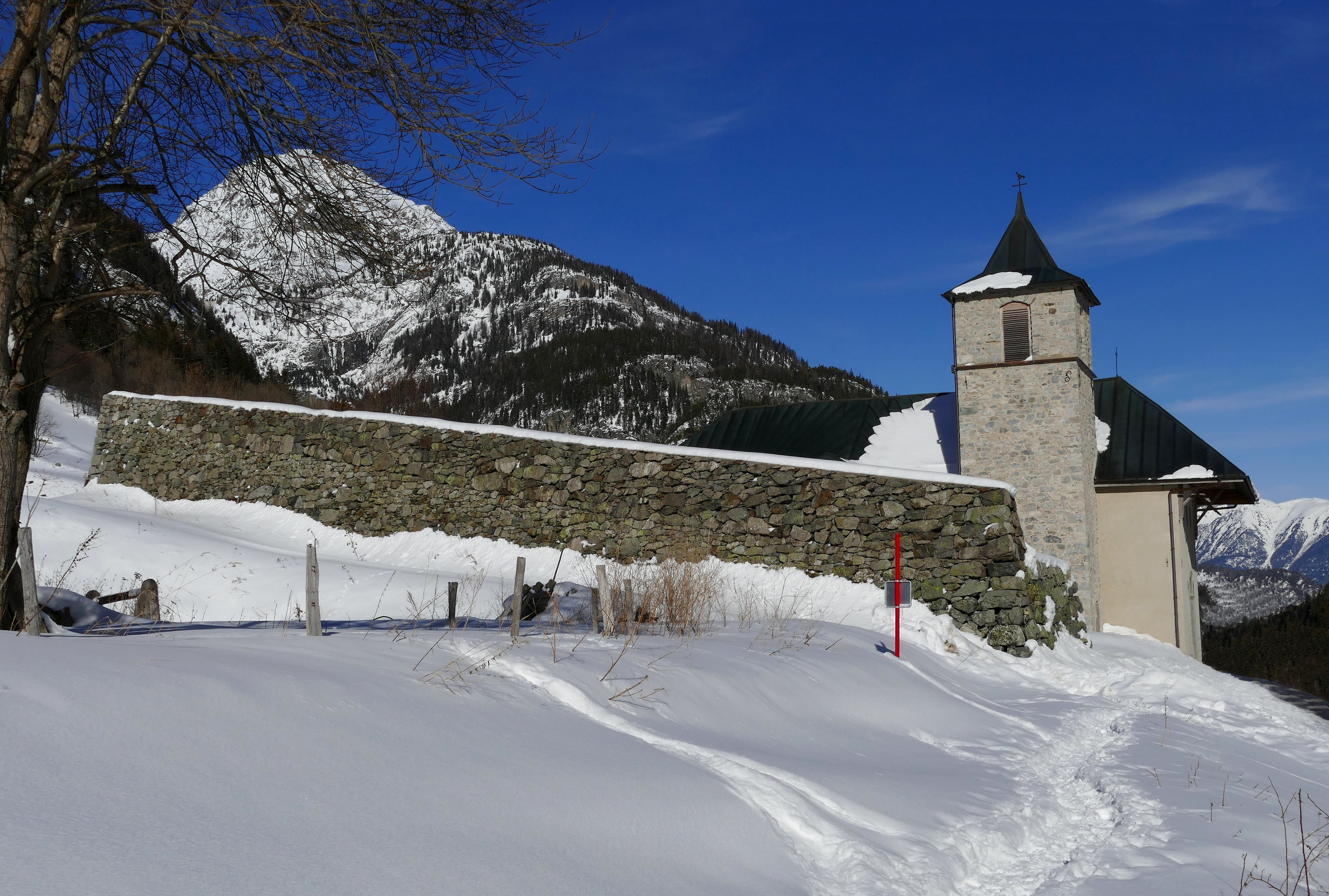
Côté Sud, en 2021 après les dernières restaurations.
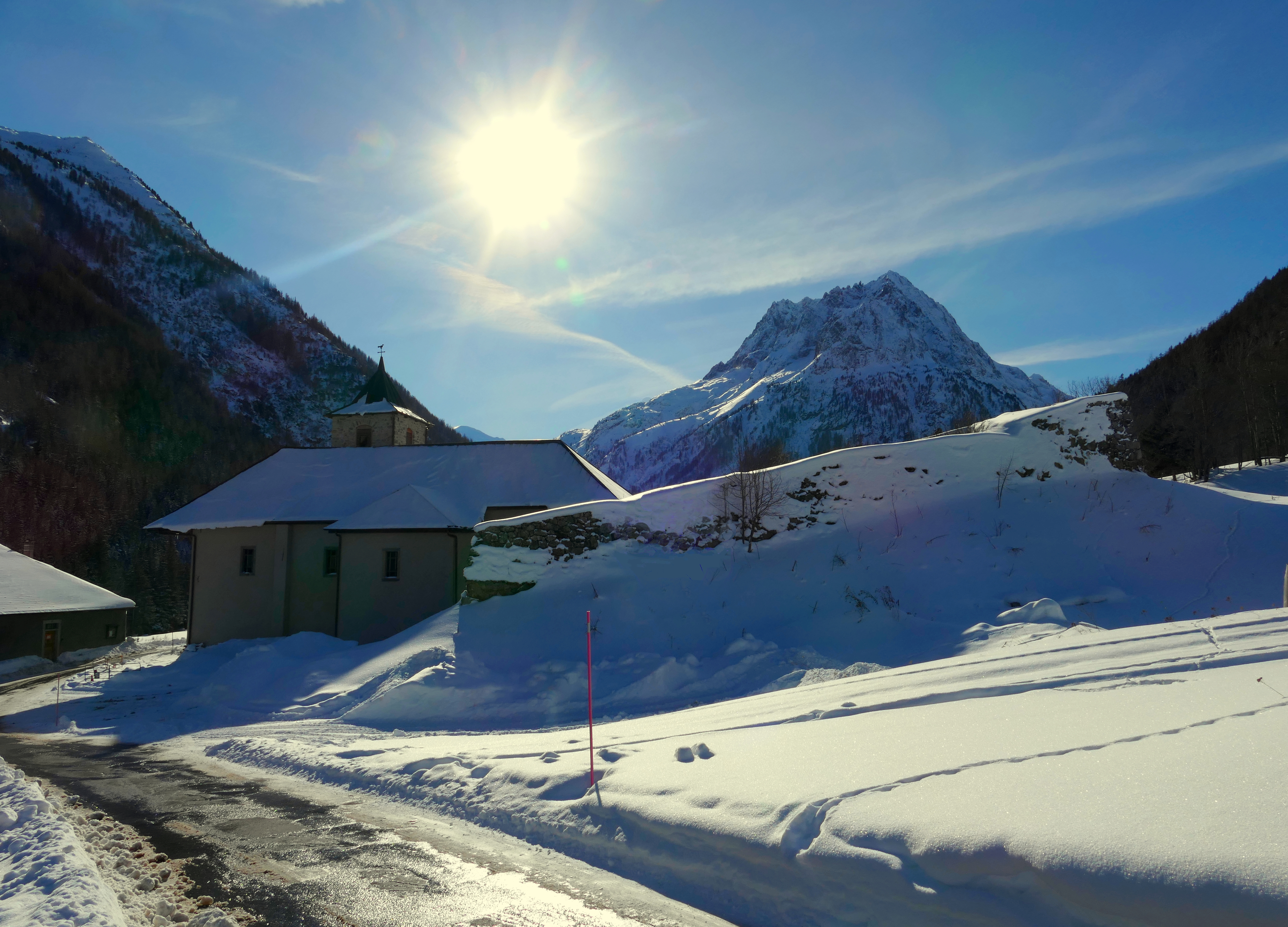
Vue du côté Nord, au fond les aiguilles de Praz.
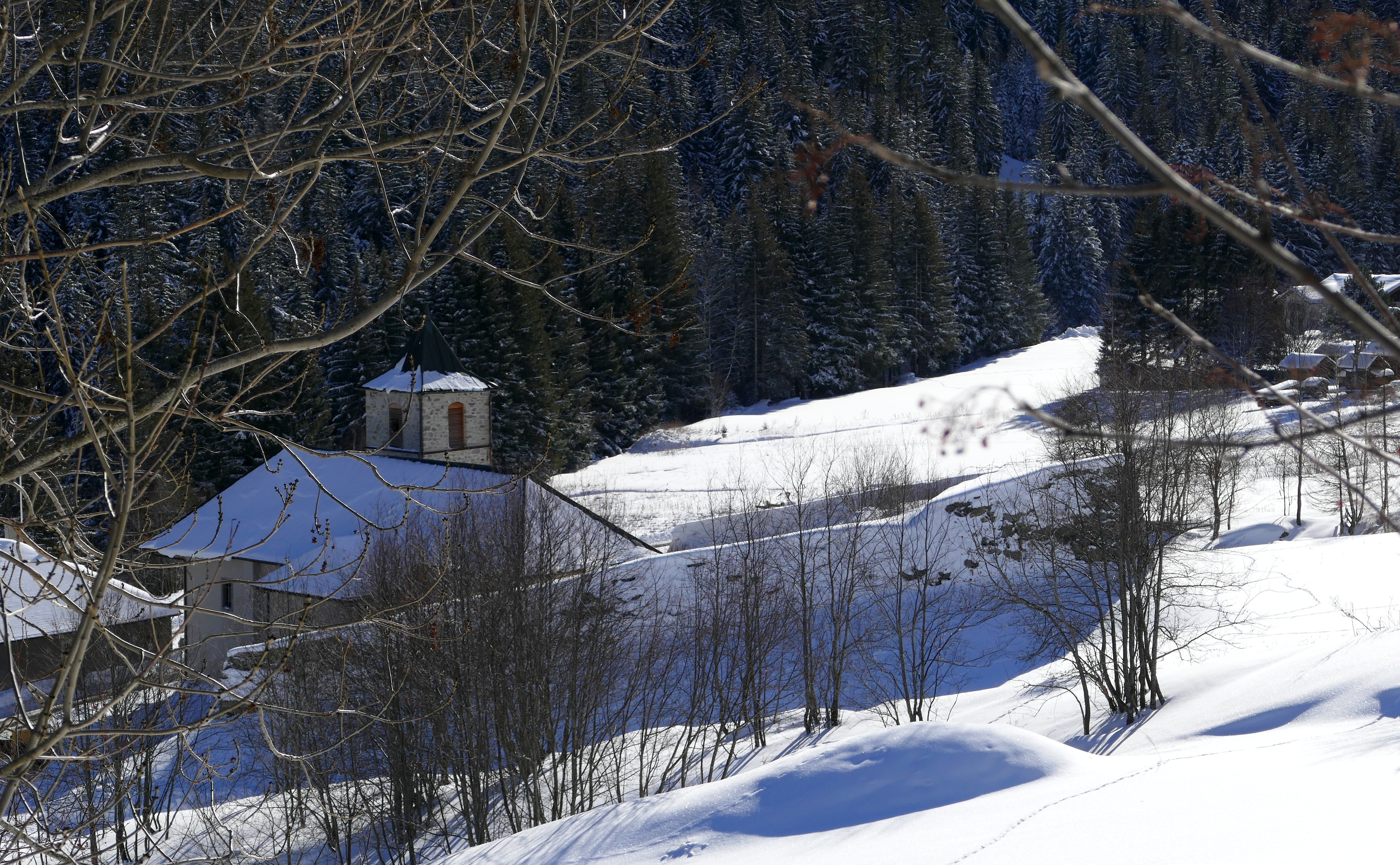
L'église en contrebas, côté Nord.

## Classement
Trois cloches de l'église des XVIIIe siècle et XIXe siècle sont classées au titre des Monuments historiques en 1929.